# The Great Concert – Charlie Mariano with Philip Catherine and Jasper van ’t Hof
The Great Concert – Charlie Mariano with Philip Catherine and Jasper van ’t Hof – album muzyczny będący rejestracją koncertu, który  miał miejsce 2 maja 2008 w Theaterhouse w Stuttgarcie. Płyta wydana 25 września 2009 przez niemiecką wytwórnię Enja.
Ci trzej muzycy grali wspólnie już na początku lat 70., kiedy byli członkami zespołu Pork Pie. Po jego rozwiązaniu co jakiś czas występowali jeszcze razem, ale już bez sekcji rytmicznej. W takim składzie nagrali nawet płytę (Sleep My Love). Po niemal 30. latach trio dało kolejny koncert, utrwalony przez jedną ze stacji radiowych. Płyta ta poświęcona została pamięci Charliego Mariano, który zmarł w czerwcu 2009.

## Muzycy
- Charlie Mariano – saksofon altowy
- Philip Catherine – gitara
- Jasper van ’t Hof – fortepian

## Lista utworów
| 1. | „Crystal Bells” (Charlie Mariano)        | 9:21    |
|    |                                          |         |
| 2. | „The Quiet American” (Jasper van ’t Hof) | 8:33    |
|    |                                          |         |
| 3. | „Randy” (Charlie Mariano)                | 12:30   |
|    |                                          |         |
| 4. | „Mute” (Jasper van ’t Hof)               | 10:48   |
|    |                                          |         |
| 5. | „L'éternel désir” (Philip Catherine)     | 12:26   |
|    |                                          |         |
| 6. | „Plum Island” (Charlie Mariano)          | 10:47   |
|    |                                          |         |
|    |                                          | 1:04:25 |
|    |                                          |         |

## Informacje uzupełniające
- Nagranie, miksowanie, mastering – Roland Böffgen
- Czas trwania – 64:25
- Projekt okładki – BreyGraphics, Monachium